# Crunchyroll EMEA
Crunchyroll EMEA, cunoscut anterior ca Viz Media Europe, este un distribuitor european de anime. Înființată ca Viz Media Europe, a fost compania europeană soră a lui Viz Media până în 2019. Deține parteneriate cu canale de televiziune, distribuitori de DVD-uri și editori manga. Compania a avut sediul central în Amsterdam, înainte de a-și deschide sediul din Paris pe 15 ianuarie 2007. Divizia este formată din două filiale, Crunchyroll SAS cu sediul în Paris, Franța, și Crunchyroll SA cu sediul în Lausanne, Elveția. Crunchyroll EMEA este condusă de Sony prin Crunchyroll, LLC, împreună cu Shogakukan⁠(d), Shueisha și Shogakukan-Shueisha Productions (ShoPro)⁠(d), păstrând proprietatea deplină a fostei afaceri de publicație/licențiere Viz Media Europe pentru publicarea cărților manga în regiune.
Pe 27 ianuarie 2020, Viz Media Europe și-a schimbat numele în Crunchyroll EMEA, anunțând schimbarea public pe 2 aprilie 2020, toate fostele mărci ale Viz Media fiind rebranduite sub marca Crunchyroll.

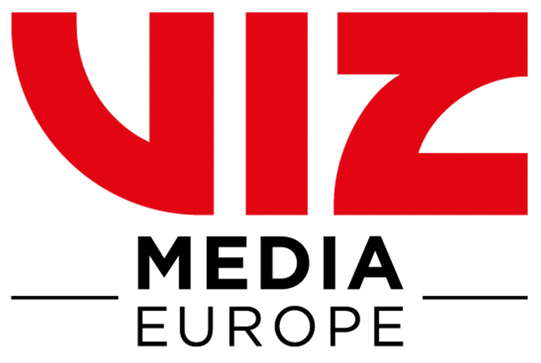
Logoul Viz Media Europe, utilizat din 2017 până în 2020

## Subsidiare și branduri
Din aprilie 2020, Crunchyroll EMEA este organizat într-un portofoliu de branduri și companii. Crunchyroll EMEA este de asemenea afiliat cu VME PLB SAS, dar nu deține nicio acțiune în companie. De asemenea, Crunchyroll Moldova (în trecut Ellation), deși este localizat în Europa, nu este incorporat în sau operat de Crunchyroll EMEA.

### Curente

#### Crunchyroll SAS
Crunchyroll SAS, în trecut Viz Media Europe, este subsidiară franceză care se ocupă de operațiile francofone ale companiei, incluzând Kazè France și Anime Digital Network.

#### Crunchyroll SA
Crunchyroll SA, în trecut Viz Media Switzerland, Este subsidiara elvețiană care se ocupă de operațiile germanofone ale companiei, incluzând Kazé Germany, Eye See Movies, Crunchyroll GmbH și defunctul Anime on Demand.

#### Crunchyroll GmbH
Crunchyroll GmbH, în trecut AV Visionen GmbH, este subsidiara germană a lui Crunchyroll SA și este responsabilă de distribuirea de anime, manga și filme pe teritoriile vorbitoare de germană sub brandul Kazè și Crunchyroll, dar și televiziune germană și filme în Germania sub brandul Este Dee Movies. Este de asemenea distribuitorul pentru Anime House, Nipponart, Hardball Films, Film Confect Anime și Polyband Anime, și pentru Peppermint Anime a lui Aniplex, și manga a independentelor MangaCult și Manga Jam Session.

### Foste

#### Anime Digital Network
Anime Digital Network este un serviciu francez de video la cerere, dedicat transmiterii de conținut anime în teritoriile francofone. Afacerea a fost inițial un parteneriat între Crunchyroll EMEA (prin Kazé) și Citel, o filială a Média-Participations. Crunchyroll și-a retras implicarea în Anime Digital Network pe 27 iulie 2022, iar Média-Participations a devenit unic proprietar al afacerii.

#### Anime on Demand
Anime on Demand a fost un serviciu german de video la cerere dedicat transmiterii de conținut anime în teritoriile germanofone. Acesta și-a încetat activitatea pe 8 decembrie 2021, iar întregul conținut a fost transferat pe Crunchyroll.

#### Kazé
Kazé a fost o divizie franceză a Crunchyroll EMEA, responsabilă cu distribuția de anime și manga în Franța și în alte regiuni francofone. Kazé a operat și pe teritoriile germanofone prin Crunchyroll SA și Crunchyroll GmbH, precum și pe piața britanică în colaborare cu Manga Entertainment UK, acum cunoscută sub numele de Crunchyroll UK and Ireland. Pe 1 iunie 2022, Crunchyroll a anunțat că Kazé va fi rebranduit ca Crunchyroll. Rebranduirea a devenit efectivă pe 1 octombrie 2022.

### Conexe

#### VME PLB SAS
VME PLB SAS este o afacere de licențiere în domeniul editorial deținută de Shogakukan⁠(d), Shueisha și Shogakukan-Shueisha Productions (ShoPro)⁠(d). Compania a fost formată în decembrie 2019, după ce Crunchyroll a achiziționat pachetul majoritar de acțiuni în Viz Media Europe. Compania este responsabilă de licențierea manga în regiunile EMEA și America Latină. Kazuyoshi Takeuchi este președintele VME PLB, iar Kazuyuki Masuda este directorul general al VME PLB.

## Notă explicativă
1. ↑  Printr-un parteneriat între Sony Pictures Entertainment și Sony Music Entertainment Japan (prin Aniplex).